# Sarah Jamieson
Sarah Jamieson, född den 24 mars 1975 i Perth, är en australisk friidrottare som tävlar i medeldistanslöpning.
Jamieson deltog vid Olympiska sommarspelen både 2000 och 2004 utan att ta sig vidare till finalen på 1 500 meter. Vid Samväldesspelen 2006 blev hon silvermedaljör på 1 500 meter och hon slutade femma på 5 000 meter. 
Hon deltog vid VM 2007 där hon blev utslagen i semifinalen på 1 500 meter. Hon avslutade året med att bli trea vid IAAF World Athletics Final i Stuttgart på samma distans. Hon deltog på 1 500 meter vid Olympiska sommarspelen 2008 men blev även denna gång utslagen i försöken.

## Personliga rekord
- 1 500 meter - 4.00,93
- 5 000 meter - 15.02,90